# 기막힌 사내들
《기막힌 사내들》은 1998년에 개봉한 대한민국의 영화이며 장진 감독이 해당 작품을 통해 영화감독 데뷔를 했고 장 감독은 시나리오를 쓰다가 김종학 드라마 PD의 영화 데뷔작이 될 뻔한  《쿠데타》 조감독으로 일할 예정이었지만 《쿠데타》 제작이 무산되자 열흘 만에 해당 영화의 시나리오를 써 김종학 PD에게 보여줬으며 결국 이 영화가 장진 감독의 액션영화 데뷔작이 됐다.

## 캐스팅
- 최종원 : 장덕배 역
- 양택조 : 유달수 역
- 이경영 : 베테랑 역
- 손현주 : 불행한 죄수 역
- 오연수 : 화이 역
- 신하균 : 김추락 역
- 임원희 : 한가닥 1 역
- 최학락 : 한가닥 2 역
- 윤주상 : 한가닥 3 역
- 이창훈 : 한가닥 4 역
- 이철민 : 한가닥 5 역
- 이현태 : 한가닥 6 역
- 양승병 : 한가닥 7 역
- 성준용 : 한가닥 8 역
- 이석구 : 한가닥 9 역
- 이정우 : 한가닥 10 역
- 김해곤 : 한가닥 11 역
- 구혜진 : 반지낀여인 역
- 정지현 : 낯익은기사 역
- 박병택 : 진행자 역
- 김정호 : 전문가 역
- 이상훈 : 아나운서 역
- 엄태웅 : 종업원 역
- 김영진 : 바텐더 역
- 김지경 : 덩치 1 역
- 김성수 : 덩치 2 역
- 임동문 : 실업자 역
- 김기범 : 용의자 1 역
- 김철수 : 용의자 2 역
- 원웅제 : 용의자 4 역
- 이성훈 : 용의자 5 역
- 임영규 : 용의자 6 역
- 조정일 : 헤비메탈 역
- 장형익 : 인부 역
- 유일문 : 구기장수 역
- 안재홍 : 철영 역
- 고태완 : 무릎아이 역
- 유현지 : 여자아이 역
- 정규수 : 방장 / 몹쓸놈 1 역 (특별출연)
- 유태균 : 정신의 역 (특별출연)
- 송영창 : 몹쓸놈 2 역(특별출연)
- 채정안 : 전화하는여인 역 (특별출연)
- 김보미 : 건물주 역 (특별출연)
- 홍록기 : 용의자 3 역 (특별출연)